# Punta Amoroso
Punta Amoroso (in Chile Punta Aris) ist eine Landspitze an der Black-Küste des Palmerlands auf der Antarktischen Halbinsel. Sie bildet den südöstlichen Ausläufer der Eielson-Halbinsel und ragt in das Larsen-Schelfeis im Weddell-Meer hinein.
Argentinische Wissenschaftler benannten sie 1975 nach Adelmo Carmen Amoroso, der am 22. März 1950 nach Abschluss eines Antarktisfluges beim Absturz einer Avro Lincoln im Gebiet des Almirantazgo-Fjords auf der Isla Grande de Tierra del Fuego gemeinsam mit zehn weiteren Besatzungsmitgliedern ums Leben gekommen war. Chilenische Wissenschaftler benannten sie dagegen nach Hipólito Aris, Besatzungsmitglied der Yelcho bei der 1916 durchgeführten Rettung der auf Elephant Island gestrandeten Teilnehmer der Endurance-Expedition (1914–1917) des britischen Polarforschers Ernest Shackleton.